# Список выпусков телепередачи «Прожекторперисхилтон»

## 1 сезон (2008—2009)
| Номер выпуска               | Дата эфира       | Гости                                                                      | Песни |
| --------------------------- | ---------------- | -------------------------------------------------------------------------- | --- |
| 1                           | 17 мая 2008      |                                                                            | James Last — Ra-ta-ta (Музыка из телеигры «Что? Где? Когда?») |
| 2                           | 24 мая 2008      | Оле-оле-оле-оле! Россия вперед!                                            | |
| 3                           | 31 мая 2008      | George Gershwin — The Man I Love                                           | |
| 4                           | 7 июня 2008      | The Beatles — All You Need Is Love                                         | |
| 5                           | 13 сентября 2008 | Ray Charles — Georgia on My Mind                                           | |
| 6                           | 20 сентября 2008 | Наташа Королёва — Жёлтые тюльпаны                                          | |
| 7                           | 27 сентября 2008 | Louis Armstrong — What a Wonderful World                                   | |
| 8                           | 4 октября 2008   | Antônio Carlos Jobim — Desafinado                                          | |
| 9                           | 18 октября 2008  | Ricchi e Poveri — Come vorrei                                              | |
| 10                          | 25 октября 2008  | София Ротару — Меланколие                                                  | |
| 11                          | 1 ноября 2008    | Алла Пугачёва — На Тихорецкую (на польском)                                | |
| 12                          | 8 ноября 2008    | The Cranberries — Zombie                                                   | |
| 13                          | 15 ноября 2008   | Дельфинёнок (дворовая)                                                     | |
| 14                          | 22 ноября 2008   | Ингеборга Дапкунайте                                                       | Electric Light Orchestra — Ticket to the Moon |
| 15                          | 29 ноября 2008   | Александр Ширвиндт                                                         | Политические частушки |
| 16                          | 6 декабря 2008   | Татьяна Лазарева                                                           | Édith Piaf — Milord |
| 17                          | 13 декабря 2008  | Дмитрий Дибров                                                             | Frank Sinatra — Moon River |
| 18                          | 20 декабря 2008  | Гарик Харламов                                                             | Иосиф Кобзон — Песня о далёкой родине (из к/ф «17 мгновений весны»)                                                                                                 |
| 19                          | 27 декабря 2008  | Роман Карцев Жанна Фриске Михаил Галустян Леонид Агутин группа «Эсперанто» | Новогодняя песня Светлакова (музыка Joe Dassin — L’Été indien) Neneh Cherry & Youssou N’Dour — 7 Seconds Fundo de Quintal — Boca Sem Dente                          |
| 20                          | 7 февраля 2009   | Кирилл Набутов                                                             | Yves Montand — Les Feuilles Mortes |
| 21                          | 14 февраля 2009  | Вадим Галыгин                                                              | Леонид Утёсов — Сердце |
| 22                          | 21 февраля 2009  |                                                                            | Adriano Celentano — Non è |
| 23                          | 28 февраля 2009  | Семён Слепаков                                                             | Евгений Крылатов — Крылатые качели (из к/ф «Приключения Электроника»)                                                                                               |
| 24                          | 7 марта 2009     | Вера Брежнева                                                              | |
| 25                          | 14 марта 2009    | Валдис Пельш Микки Рурк                                                    | Frank Sinatra — Fly Me to the Moon |
| 26                          | 21 марта 2009    | Тигран Кеосаян                                                             | Paolo Conte — Via con me |
| 27                          | 28 марта 2009    | Юлий Гусман                                                                | Bill Haley — Rock Around the Clock |
| 28                          | 4 апреля 2009    | Анна Семенович                                                             | |
| 29                          | 11 апреля 2009   | Александр Олешко                                                           | R. Kelly — I Believe I Can Fly |
| 30                          | 25 апреля 2009   | Хью Джекман                                                                | Sting — Until The Rolling Stones — (I Can’t Get No) Satisfaction |
| 31                          | 2 мая 2009       |                                                                            | Roy Orbison — Oh, Pretty Woman |
| Спецвыпуск "Евровидения" I  | 12 мая 2009      | Ванати Алиев в роли Марека Ружичка                                         | Banjo Band — Jožin z bažin |
| Спецвыпуск "Евровидения" II | 14 мая 2009      | Гарик Харламов                                                             | Анастасия Приходько — Мамо |
| 32                          | 16 мая 2009      | Ксения Сухинова Филипп Киркоров                                            | Brotherhood of Man — Save Your Kisses for Me |
| 33                          | 23 мая 2009      | Дмитрий Шепелев                                                            | Александр Рыбак — Fairytale Алексей Рыбников — музыка из к/ф «Тот самый Мюнхгаузен» (в память о скончавшимся Олеге Янковском)                                       |
| 34                          | 30 мая 2009      | Сергей Шолохов                                                             | Billy Joel — Uptown Girl |
| 35                          | 6 июня 2009      | Вениамин Смехов                                                            | Серебрится серенький дымок |
| 36                          | 13 июня 2009     | Павел Воля Андрей Аршавин Евгений Хавтан и группа «Браво» Cool & Jazzy     | Браво — Добрый вечер, Москва! Фристайл от Павла Воли (с припевом из песни Валентины Легкоступовой — Ягода-малина) Opus — Live Is Life Браво — Король Оранжевое лето |

## 2 сезон (2009—2010)
| Номер выпуска | Дата эфира                | Гости | Песни |
| ------------- | ------------------------- | --- | --- |
| 37            | 12 сентября 2009          | | Nat King Cole — L-O-V-E |
| 38            | 19 сентября 2009          | Тина Канделаки Ренарс Кауперс и группа «BrainStorm»                                                                             | Вахтанг Кикабидзе — Чито-грито Brainstorm — A Day Before Tomorrow                                                                   |
| 39            | 26 сентября 2009          | Евгений Маргулис Билли Новик и группа «Billy’s Band»                                                                            | Billy’s Band — Зимний сон (кавер-версия песни Алсу) Машина времени — Шанхай-блюз                                                    |
| 40            | 3 октября 2009            | Владимир Меньшов группа «А’Студио»                                                                                              | Antônio Carlos Jobim — Garota de Ipanema (The Girl from Ipanema)                                                                    |
| 41            | 10 октября 2009           | Леонид Ярмольник Сергей Мазаев                                                                                                  | Joe Cocker — Unchain My Heart |
| 42            | 17 октября 2009           | Тимур Батрутдинов Jazz Dance Orchestra                                                                                          | Village People — Y.M.C.A. |
| 43            | 24 октября 2009           | | Bob Marley & The Wailers — No Woman, No Cry                                                                                         |
| 44            | 31 октября 2009           | Дмитрий Колчин Стивен Сигал | No Doubt — Don’t Speak (в исполнении певицы Ёлки) Стивен Сигал — Блюз для Даниэля                                                   |
| 45            | 7 ноября 2009             | Павел Лунгин Олег Нестеров и группа «Мегаполис»                                                                                 | Мегаполис — Карл-Маркс-Штадт |
| 46            | 21 ноября 2009            | Денис Мацуев | Bee Gees — How Deep Is Your Love |
| 47            | 28 ноября 2009            | Евгений Гришковец | Евгений Гришковец — Настроение улучшилось                                                                                           |
| 48            | 5 декабря 12 декабря 2009 | Андрей Васильев Ольга Шелест | Неприкасаемые — За окошком месяц май                                                                                                |
| 49            | 19 декабря 2009           | Тимур Бекмамбетов Ricchi e Poveri                                                                                               | Ricchi e Poveri — Cosa sei |
| 50            | 26 декабря 2009           | Анастасия Заворотнюк Владимир Познер Илья Лагутенко и группа «Мумий Тролль» Гарик Сукачёв Владимир Шахрин Сергей Мазаев (2 раз) | Мумий Тролль — С Новым Годом, крошка! Louis Prima — I’m Just a Gigolo / I Ain’t Got Nobody Неприкасаемые — Моя бабушка курит трубку |
| 51            | 30 января 2010            | Хью Грант | The Beatles — Can’t Buy Me Love |
| 52            | 6 февраля 2010            | Игорь Матвиенко | Мегамикс: Justin Timberlake — Cry Me a River & Любэ — Ты неси меня, река                                                            |
| 53            | 13 февраля 2010           | Алексей Кортнев | Frankie Valli & The Four Seasons — Beggin'                                                                                          |
| 54            | 21 февраля 2010           | Александр Ревва группа «Touch and Go»                                                                                           | Touch and Go — Would You...? |
| 55            | 27 февраля 2010           | Антон Сихарулидзе | Лариса Мондрус — Проснись и пой! |
| 56            | 7 марта 2010              | Анастасия Волочкова Дмитрий Нагиев                                                                                              | Adriano Celentano — Ja tebia liubliu                                                                                                |
| 57            | 13 марта 2010             | Михаил Прохоров | Иверия — Лейтмотив мюзикла «Аргонавты»                                                                                              |
| 58            | 20 марта 2010             | | Eric Clapton — Change the World |
| 59            | 27 марта 2010             | Иван Охлобыстин Горан Брегович                                                                                                  | Goran Bregović — In the Deathcar (Performed by Iggy Pop)                                                                            |
| 60            | 11 апреля 17 апреля 2010  | Ольга Куриленко | Charles Aznavour — Je m'voyais déjà                                                                                                 |
| 61            | 18 апреля 2010            | Тиль Швайгер | Modern Talking — Cheri, Cheri Lady                                                                                                  |
| 62            | 24 апреля 2010            | Никита Михалков | Пелагея — Думы (Юлий Ким) |
| 63            | 2 мая 2010                | | Клавдия Шульженко — Синий платочек                                                                                                  |
| 64            | 15 мая 2010               | Игорь Золотовицкий Жан-Поль Готье                                                                                               | Нонна Суханова — Песенка о морском дьяволе                                                                                          |
| 65            | 22 мая 2010               | | Юрий Шатунов — Розовый вечер |
| 66            | 29 мая 2010               | Фредерик Бегбедер Александр Ф. Скляр                                                                                            | The Beatles — Because (Elliott Smith mix) Александр Ф. Скляр и Гарик Сукачёв — Я милого узнаю по походке                            |
| 67            | 5 июня 2010               | Михаил Швыдкой Александр Градский Лолита Милявская Jazz Dance Orchestra (2 раз) Кэри-Хироюки Тагава                             | The Beatles — Hey Jude Charlie Chaplin — Smile James Brown — I Got You (I Feel Good)                                                |

## 3 сезон (2010—2011)
| Номер выпуска | Дата эфира       | Гости | Песни |
| ------------- | ---------------- | --- | --- |
| 68            | 11 сентября 2010 | | The Beatles - A Hard Day’s Night |
| 69            | 18 сентября 2010 | | |
| 70            | 25 сентября 2010 | Андрей Колесников | |
| 71            | 2 октября 2010   | Нонна Гришаева | Gipsy Kings — Bamboleo |
| 72            | 9 октября 2010   | Игорь Бутман | Antônio Carlos Jobim — Água de Beber |
| 73            | 16 октября 2010  | Александр Гордон Jazz Dance Orchestra (3 раз) | Renato Carosone — Tu vuò fa l’americano |
| 74            | 23 октября 2010  | Евгений Гришковец (2 раз) | Евгений Гришковец — Верить |
| 75            | 30 октября 2010  | Максим Леонидов | Секрет — Привет |
| 76            | 6 ноября 2010    | Михаил Шац Игорь Угольников Татьяна Навка группа «Uma2rmaH» | Александр Розенбаум — Вальс-бостон Frank Sinatra — I’ve Got You Under My Skin Uma2rmaH — Ты ушла                                                                                   |
| 77            | 20 ноября 2010   | Фёдор Бондарчук | Gipsy Kings — Un Amor |
| 78            | 27 ноября 2010   | Лиза Боярская | Frank & Nancy Sinatra — Somethin’ Stupid |
| 79            | 4 декабря 2010   | Владимир Винокур | Queen — We Are the Champions |
| 80            | 11 декабря 2010  | Татьяна Тарасова | The Manhattan Transfer — I Know Why (And So Do You) |
| 81            | 18 декабря 2010  | Иван Ургант Сергей Светлаков | Владимир Шаинский — Голубой вагон |
| 82            | 25 декабря 2010  | Zdob și Zdub Александр Кержаков Надежда Грановская | Adriano Celentano — Stivali E Colbacco The Mamas & the Papas — Dream a Little Dream of Me Zdob și Zdub — Видели ночь (кавер-версия песни группы Кино)                              |
| 83            | 29 января 2011   | | John Lennon — Imagine |
| 84            | 5 февраля 2011   | The Rolling Stones — (I Can’t Get No) Satisfaction | |
| 85            | 12 февраля 2011  | Александр Уман (Шура Би-2) Егор Бортник (Лёва Би-2) | Би-2 — Скользкие улицы |
| 86            | 19 февраля 2011  | Милла Йовович | Ти ж мене підманула |
| 87            | 6 марта 2011     | Марина Александрова Вячеслав Бутусов Екатерина Вилкова Сергей Лазарев Ксения Кутепова Олег Скрипка и группа Вопли Видоплясова | Ю-Питер — Девушка по городу Джордж Бенсон — Nothing’s Gonna Change My Love for You Вопли Видоплясова — Весна                                                                       |
| 88            | 12 марта 2011    | | Stevie Wonder — Isn’t She Lovely |
| 89            | 19 марта 2011    | Billy Joel — Honesty | |
| 90            | 26 марта 2011    | Григорий Лепс | Чиж & Co — О любви |
| 91            | 2 апреля 2011    | Ефим Шифрин | Людмила Гурченко — Хорошее настроение |
| 92            | 9 апреля 2011    | Борис Берман и Ильдар Жандарёв группа «Земляне» | Земляне — Трава у дома |
| 93            | 16 апреля 2011   | Владимир Хотиненко | На Заречной улице |
| 94            | 30 апреля 2011   | Роберто Карлос Jazz Dance Orchestra (4 раз) | Ламбада |
| 95            | 7 мая 2011       | Алла Сурикова | Клавдия Шульженко — Давай закурим |
| 96            | 14 мая 2011      | Давид Цаллаев Рой Джонс-младший | Chuck Berry — You Never Can Tell |
| 97            | 21 мая 2011      | NoNaMe Quartet | Gloria Gaynor — I Will Survive |
| 98            | 28 мая 2011      | Джон Малкович и Ингеборга Дапкунайте (2 раз) | Leonard Cohen — Hallelujah |
| 99            | 4 июня 2011      | Сергей Доренко | Juanes — La Camisa Negra |
| 100           | 11 июня 2011     | Анастасия Волочкова (2 раз) Филипп Киркоров (2 раз) Марина Александрова (2 раз) Борис Берман и Ильдар Жандарёв (2 раз) Александр Олешко (2 раз) Ольга Шелест (2 раз) Дмитрий Шепелев (2 раз) Леонид Ярмольник (2 раз) Сергей Мазаев (3 раз) Леонид Агутин (2 раз) Александр Градский (2 раз) Валдис Пельш (2 раз) Тигран Кеосаян (2 раз) Игорь Угольников (2 раз) Jazz Dance Orchestra (5 раз) | Песня из начальных титров The Beatles — Lady Madonna Perry Como — It's Impossible Владимир Высоцкий — Дом хрустальный Sinead O’Connor — Nothing Compares 2 U Happy Birthday to You |

## 4 сезон (2011—2012)
| Номер выпуска | Дата эфира       | Гости | Песни |
| ------------- | ---------------- | --- | --- |
| Отменён       | 10 сентября 2011 | | |
| 101           | 17 сентября 2011 | Роуэн Аткинсон | Песня про нового губернатора Санкт-Петербурга (на мотив песни «Констанция» из к/ф «Д’Артаньян и три мушкетёра») Mary Hopkin — Those Were the Days (Дорогой длинною) |
| 102           | 24 сентября 2011 | Хью Джекман (2 раз) группа «Океан Эльзи» | Океан Эльзи — Зелені очі |
| 103           | 1 октября 2011   | Антонио Бандерас | Bésame mucho |
| 104           | 8 октября 2011   | Андрей Кириленко | Sting — The Windmills of Your Mind (в память о скончавшимся Стиве Джобсе)                                                                                           |
| 105           | 15 октября 2011  | Николай Басков | Julio Iglesias — Nathalie |
| 106           | 22 октября 2011  | Алёна Долецкая | Elvis Costello — She |
| 107           | 29 октября 2011  | Сергей Безруков | ДДТ — Осень |
| 108           | 5 ноября 2011    | Александр Олейников | Александр Розенбаум — Ау! |
| 109           | 12 ноября 2011   | Андрей Макаревич | Frank Sinatra — The Shadow of Your Smile |
| 110           | 19 ноября 2011   | Михаил Ширвиндт | Toto Cutugno — L’italiano |
| 111           | 26 ноября 2011   | Анастасия Мыскина Евгений Гудзь и группа «Gogol Bordello»                                                                                                 | Владимир Высоцкий — Песенка о старой Одессе |
| 112           | 3 декабря 2011   | Сергей Жуков Uma2rmaH (2 раз) Иван Ургант (2 раз) Максим Леонидов (2 раз)                                                                                 | Руки Вверх! — А он тебя целует Uma2rmaH — И ты уже далеко Секрет — Последний час декабря                                                                            |
| 113           | 10 декабря 2011  | Дмитрий Астрахан | Antonio Carlos Jobim — Chega De Saudade |
| 114           | 17 декабря 2011  | Юлия Рутберг | Judy Garland — Have Yourself a Merry Little Christmas |
| 115           | 23 декабря 2011  | Полина Гагарина Дмитрий Харатьян Леонид Агутин (3 раз) Анжелика Варум Владимир Пресняков Наталья Подольская Альбина Джанабаева группа «Эсперанто» (2 раз) | Amy Winehouse — Rehab Владимир Пресняков — Белый cнег The Beatles — Come Together                                                                                   |
| 116           | 3 февраля 2012   | | |
| 117           | 10 февраля 2012  | Михаил Прохоров (2 раз) | Фристайл-рэп с Прохоровым |
| 118           | 17 февраля 2012  | Дэниел Рэдклифф | Tom Lehrer — The Elements |
| 119           | 24 февраля 2012  | Владимир Жириновский | |
| 120           | 2 марта 2012     | Рубен Джагинян | |
| 121           | 8 марта 2012     | Дэнни де Вито | |
| 122           | 16 марта 2012    | Кифер Сазерленд | Народная музыка с балалайкой |
| 123           | 23 марта 2012    | Джон Кьюсак | |
| 124           | 30 марта 2012    | | Нина Бродская — Ты говоришь мне о любви (Снежинка) |
| 125           | 6 апреля 2012    | Давид Цаллаев (2 раз) Ёлка (2 раз) | Ёлка — На большом воздушном шаре |
| 126           | 13 апреля 2012   | Давид Цаллаев (3 раз) Сергей Капков | Adriano Celentano — Storia D'amore |
| 127           | 22 апреля 2012   | Давид Цаллаев (4 раз) Ирина Пегова | Гимн Свердловской областной психиатрической больницы |
| 128           | 13 мая 2012      | Михаил Барщевский | Подмосковные вечера |
| 129           | 27 мая 2012      | Уилл Смит | Stevie Wonder — I Wish |
| 130           | 3 июня 2012      | Андрей Смирнов | Алла Пугачёва — Три счастливых дня |
| 131           | 10 июня 2012     | Эмир Кустурица Александр Розенбаум Jazz Dance Orchestra (6 раз)                                                                                           | Александр Розенбаум — В 62-м году |
| Дайджест      | 1 апреля 2016    | Антонио Бандерас (103 выпуск) Николай Басков (105 выпуск) Хью Джекман (102 выпуск) Ингеборга Дапкунайте (14 выпуск) Уилл Смит (129 выпуск)                | Bésame mucho Julio Iglesias — Natalie Stevie Wonder - I Wish |

## 5 сезон (2017)
| Номер выпуска | Дата эфира      | Гости                        | Песни |
| ------------- | --------------- | ---------------------------- | --- |
| 132           | 4 марта 2017    | Мария Захарова               | Песня о возвращении программы (на мотив песни Robbie Williams — Party Like a Russian) Александр Серов — Я люблю тебя до слёз |
| 133           | 11 марта 2017   | Наталья Поклонская           | Мурка |
| 134           | 18 марта 2017   | Виталий Милонов              | Огней так много золотых… |
| 135           | 25 марта 2017   | Елена Исинбаева              | Алла Пугачёва — Женщина, которая поёт |
| 136           | 1 апреля 2017   |                              | Колыбельная Медведицы (из м/ф «Умка») |
| 137           | 22 апреля 2017  | Юрий Стоянов                 | Речь Сафронкова в ООН (на мотив песни Михаила Круга — Фраер) Прогноз погоды (на мотив ВИА Пламя — Снег кружится) |
| 138           | 29 апреля 2017  | Владимир Жириновский (2 раз) | Григорий Лепс — Я счастливый как никто |
| 139           | 28 октября 2017 | Алексей Кудрин               | Алла Пугачёва — А знаешь, всё ещё будет |
| 140           | 4 ноября 2017   | Елена Летучая                | Смелая революционная песня |
| 141           | 11 ноября 2017  | Александр Градский (3 раз)   | Александр Градский — Как молоды мы были (на английском) |
| 142           | 18 ноября 2017  | Алексей Учитель              | Песня про фильм «Матильда» (на мотив песни Григория Лепса — Натали) |
| 143           | 25 ноября 2017  | Маргарита Симоньян           | Песня работников телевидения |
| 144           | 2 декабря 2017  | Карлес Пуйоль                | |
| 145           | 9 декабря 2017  | Василий Вакуленко (Баста)    | Новый нейтральный гимн российских спортсменов (на мотив песни Юрия Визбора — Домбайский вальс) |
| 146           | 16 декабря 2017 | Александр Розенбаум (2 раз)  | Мегамикс: Александр Розенбаум — Вальс-бостон & Eagles — Hotel California |
| 147           | 23 декабря 2017 | Максим Галкин                | Сатирические куплеты о программе Песня болельщикам сборной России по футболу (на мотив песни «Констанция» из к/ф «Д’Артаньян и три мушкетёра») Новогодняя песня-поздравление (на мотив песни «Пять минут» из к/ф «Карнавальная ночь») |

## Дополнения
- С 1 по 13 выпуски показывали юмористические скетчи, с 14 выпуска в программу стали приходить гости.
- С начала приглашения в передачу гостей их не было в выпусках 21 февраля 2009 года, 2 мая 2009 года, 12 сентября 2009 года, 24 октября 2009 года, 20 марта 2010 года, 2 мая 2010 года, 22 мая 2010 года, 11 сентября 2010 года, 18 сентября 2010 года, 29 января 2011 года, 5 февраля 2011 года, 12 марта 2011 года, 19 марта 2011 года, 3 февраля 2012 года, 30 марта 2012 года, 1 апреля 2017 года.[значимость факта?]
- Больше всего гостей было в предновогодних выпусках 27 декабря 2008 года, 26 декабря 2009 года, 23 декабря 2011 года, а также 5 июня 2010 года, 6 ноября 2010 года, 6 марта 2011 года и 11 июня 2011 года.[значимость факта?]
- 6 раз в программе были Jazz Dance Orchestra.